# Condado de Sarpy
El condado de Sarpy (en inglés: Sarpy County), fundado en 1893 y con su nombre en honor al coronel Peter Sarpy, es un condado del estado estadounidense de Nebraska. En el año 2000 tenía una población de 122.595 habitantes con una densidad de población de 197 personas por km². La sede del condado es Papillion aunque la ciudad más grande es Bellevue.

## Geografía
Según la oficina del censo el condado tiene una superficie total de 640 km² (247,1 mi²), de los que 624 km² (240,9 mi²) son tierra y 18 km² (6,9 mi²) (2,73%) son agua.

## Condados adyacentes
- Condado de Douglas - norte
- Condado de Pottawattamie - noreste
- Condado de Mills - sureste
- Condado de Cass - sur
- Condado de Saunders - oeste

## Demografía
Según el 2000 la renta per cápita media de los habitantes del condado era de 53.804 dólares y el ingreso medio de una familia era de 59.723 dólares. En el año 2000 los hombres tenían unos ingresos anuales 37.230 dólares frente a los 26.816 dólares que percibían las mujeres. El ingreso por habitante era de 21.985 dólares y alrededor de un 4,20% de la población estaba bajo el umbral de pobreza nacional.

## Ciudades y pueblos
- Bellevue
- Chalco
- Papillion
- Gretna
- La Vista
- Offutt Air Force Base
- Springfield
- Richfield